# Через цвинтар
«Через цвинтар» (біл. «Цераз могілкі») — білоруський радянський художній фільм 1964 року режисера Віктора Турова.

## Сюжет
Восени 1942 року, коли німецькі війська підходили до Сталінграда, група білоруських партизанів взяла на себе задачу по підриву німецьких військових ешелонів. Не маючи вибухівки, партизани посилають молодого Михася до механіка Бугреєва. Супроводжуючим йде Сазон Іванович, який за завданням партизанів співпрацює з німцями. Вони приходять в сторожку, де заховані снаряди, розводять вогонь і починають витоплювати вибухівку. Несподівана поява німців порушує їх план...

## У ролях
- Володимир Белокуров
- Єлизавета Уварова
- Галина Морачева
- Антоніна Бендова
- Володимир Ємельянов
- Володимир Мартинов
- Ігор Ясулович
- Петро Савін

## Творча група
- Сценарій: Павло Нилін
- Режисер-постановник: Віктор Туров
- Оператор: Анатолій Заболоцький
- Композитор: Андрій Волконський
- Режисер: Микола Калінін